# Arnold Peralta
Pour les articles homonymes, voir Peralta.
Arnold Fabián Peralta Sosa, né le 29 mars 1989 à La Ceiba au Honduras et mort assassiné le 10 décembre 2015 dans un centre commercial de la même ville, est un footballeur international hondurien.
Il évolue au poste de milieu de terrain de la fin des années 2000 au milieu des années 2010. Formé au CDS Vida, il joue ensuite au Glasgow Rangers puis au CD Olimpia.
Il compte vingt-six sélections en équipe nationale et dispute les Jeux olympiques d'été de 2012.

## Repères biographiques
Peralta fait ses premiers dans le football, en intégrant les catégories de jeune du club d'El Sauce à La Ceiba puis rejoint le plus grand club de la ville, le Club Deportivo Vida, où il joue ses premiers matchs en professionnel en 2008. Il est nommé titulaire et devient un joueur récurrent de cette équipe de Vida.
Parallèlement, il intègre les différentes équipes espoirs de la sélection hondurienne. En 2009, il est sélectionné pour la Coupe du monde des moins de 20 ans et joue les trois matchs de la compétition. Peralta inscrit un but face à la Hongrie. En septembre 2011, il joue son premier match avec l'équipe nationale contre le Paraguay dans le cadre d'un match amical. Arnold Peralta participe aux Jeux olympiques d'été de 2012 où le Honduras est éliminé en quart de finale. Il dispute douze des seize matchs de la campagne de qualifications pour le Mondial 2014 mais ne peut prendre part à la compétition, en raison d'une blessure. 
Annoncé comme partant pour le club de Motagua, en 2011, il décline l'offre et continue de jouer avec l'équipe de Vida. En 2013, il annonce avoir reçu des propositions de clubs de la Major League Soccer, du club mexicain du FC León et des Glasgow Rangers. Le 3 juin 2013, il signe avec la formation écossaise pour une durée de quatre ans. Le 30 janvier 2015 est officialisé la signature de son contrat avec le Club Deportivo Olimpia.
Le 10 décembre 2015, à 17H35 heure locale, il meurt sous les tirs (au moins dix-huit impacts ont été recensés) d'un assaillant non identifié, venu à moto, sur le parking du centre commercial Uniplaza de La Ceiba, en face de l'Hôpital Vicente D'Antoni (en). Les raisons de cet assassinat sont encore inconnues, même si la police exclut la thèse du vol comme cause principale, pour privilégier une attaque dirigée contre lui. Il se trouvait dans sa ville natale, pour y passer du temps en famille car il venait de terminer sa saison avec le CD Olimpia, achevée sur une élimination (par Motagua) au stade des demi-finales de la Liga Nacional. Il était convoqué par le sélectionneur national pour participer à la rencontre amicale opposant le Honduras à Cuba, six jours plus tard. Le 14 janvier 2016, six personnes, en relation supposée avec le crime commis, sont arrêtées à La Ceiba.
Il était marié et père d'une enfant, née en 2015.